# Ma confession

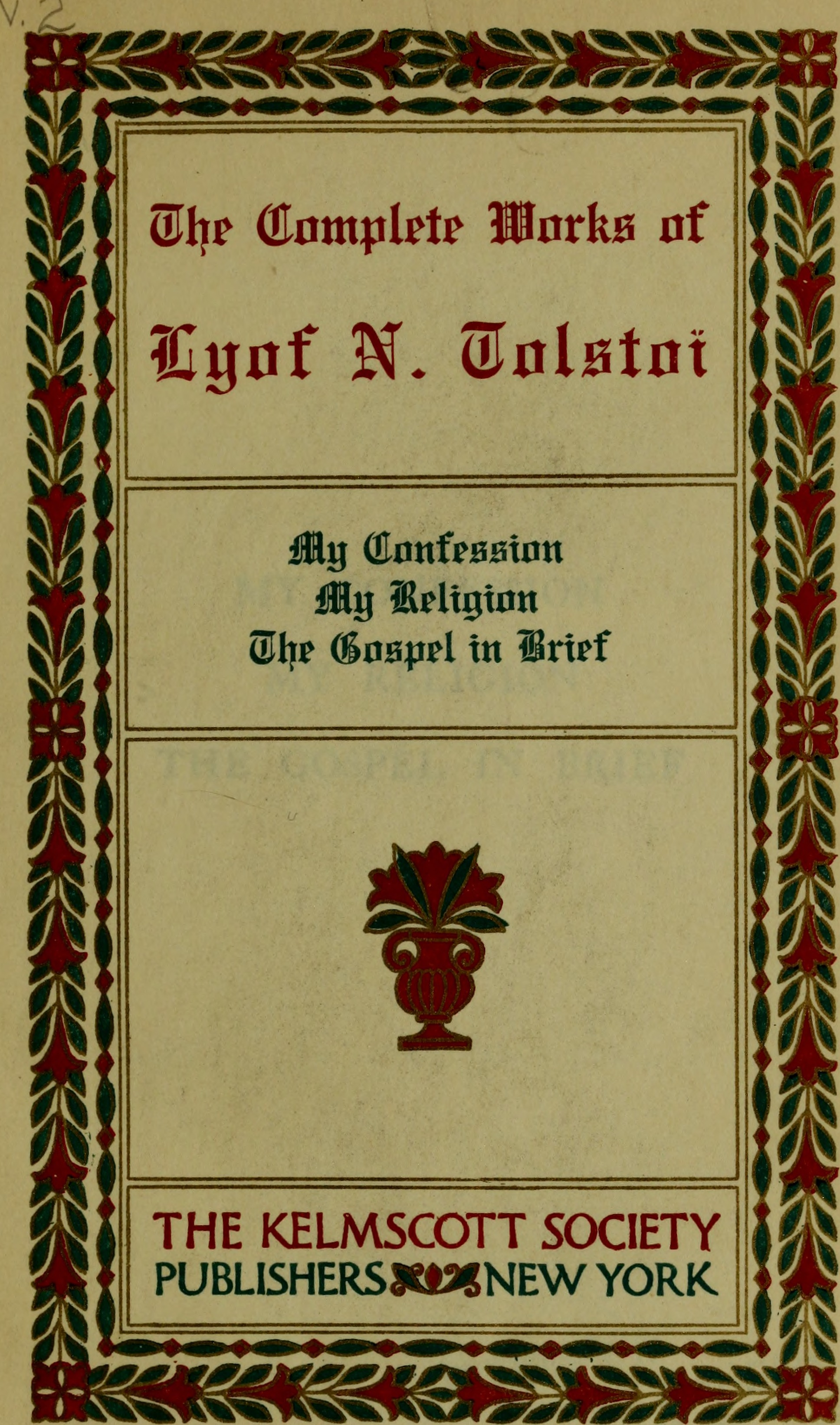
Œuvres complètes de Léon Tolstoï.

Ma confession (en russe : Исповедь [Ispoved']) est une courte œuvre de confession du romancier russe Léon Tolstoï sur le thème de la mélancolie, de la philosophie et de la religion. Elle a été écrite en 1879 et 1880.

## Contenu
Le livre est un récit autobiographique de l'auteur à un moment de sa vie où il traverse une crise de mélancolie existentielle. Il décrit sa recherche de réponses aux questions profondes : « Qu’est-ce qui sortira de ce que je fais aujourd’hui ? de ce que je ferai demain ? Qu’est-ce qui sortira de toute ma vie ? » et « Quel est le sens de la vie ? », sans réponses pour lui et qui rendent la vie « impossible ».
Tolstoï parle de son enfance, de son abandon de sa foi orthodoxe russe, sa maîtrise de la force, sa volonté de pouvoir, et comment, après avoir atteint un succès financier et un statut social considérable, sa vie n'avait plus aucun sens.
Après avoir désespéré de ses tentatives pour trouver des réponses dans la science, la philosophie, la sagesse orientale, et ses semblables de lettres, il « avoue » qu'il a trouvé la réponse à sa peine dans les profondes convictions religieuses orthodoxes des citoyens ordinaires. Il décrit comment il a soumis son scepticisme rationnel à l'horreur de la « superstition des vérités chrétiennes » afin d'obtenir la tranquillité d'esprit dont il avait besoin pour permettre sa « survie ».
Le terme « confession » a été utilisé parce que Tolstoï était parfaitement conscient qu'il allait contre les préjugés anti-religieux / athée qui dominaient une grande partie de l'élite laïque russe et européenne (par défaut en raison des lacunes de l'orthodoxie).

## Histoire
Le livre a été initialement intitulé « Introduction à une critique de la théologie dogmatique », comme la première partie d'une œuvre en quatre parties qui comprenait aussi Critique de la théologie dogmatique, Les Quatre Évangiles harmonisées et traduites (la base pour L'Évangile en bref) et Ce que je crois.
La première tentative de publication a eu lieu en 1882 (Russkaya Mysl, no 5), mais l’œuvre de Tolstoï a été pratiquement éliminée de l'édition complète du journal par la censure de l’Église orthodoxe. Le texte a été publié plus tard à Genève (1884), et en Russie qu'en 1906 (Vsemirnyj Vestnik, no 1).

## Édition en français
- Ma confession, Ginkgo éditeur [« Petite Bibliothèque slave »], 2020, 128 p. (ISBN 978-2-84679-461-9).